# Brechainville
Brechainville est une commune française située dans le département des Vosges en région Grand Est.
Ses habitants sont appelés les Bréchainvillois.

## Géographie

### Géologie et relief
La commune se compose de 664,60 hectares de territoires agricoles (646,61 %) et 761,82 hectares de forêts et milieux semi-naturels (53,42 %).
Espaces naturels :
- Trois zones naturelles d'intérêt écologique, faunistique et floristique (Znieff) :

Pays de Neufchâteau,
Gîtes à chiroptères de Midrevaux,
Forêts domaniales de Vaucouleurs, de Montigny, du Vau, des Batis et de Maupas.

### Hydrographie et les eaux souterraines
Hydrogéologie et climatologie : Système d’information pour la gestion des eaux souterraines du bassin Rhin-Meuse :
Territoire communal : Occupation du sol (Corinne Land Cover); Cours d'eau (BD Carthage),
Géologie : Carte géologique; Coupes géologiques et techniques,
 Hydrogéologie : Masses d'eau souterraine; BD Lisa; Cartes piézométriques.
La commune est située pour partie dans le bassin versant de la Meuse au sein du bassin Rhin-Meuse et pour partie dans le  la région hydrographique « La Seine de sa source au confluent de l'Oise (exclu) » au sein du bassin Seine-Normandie. Elle n'est drainée par aucun cours d'eau,.

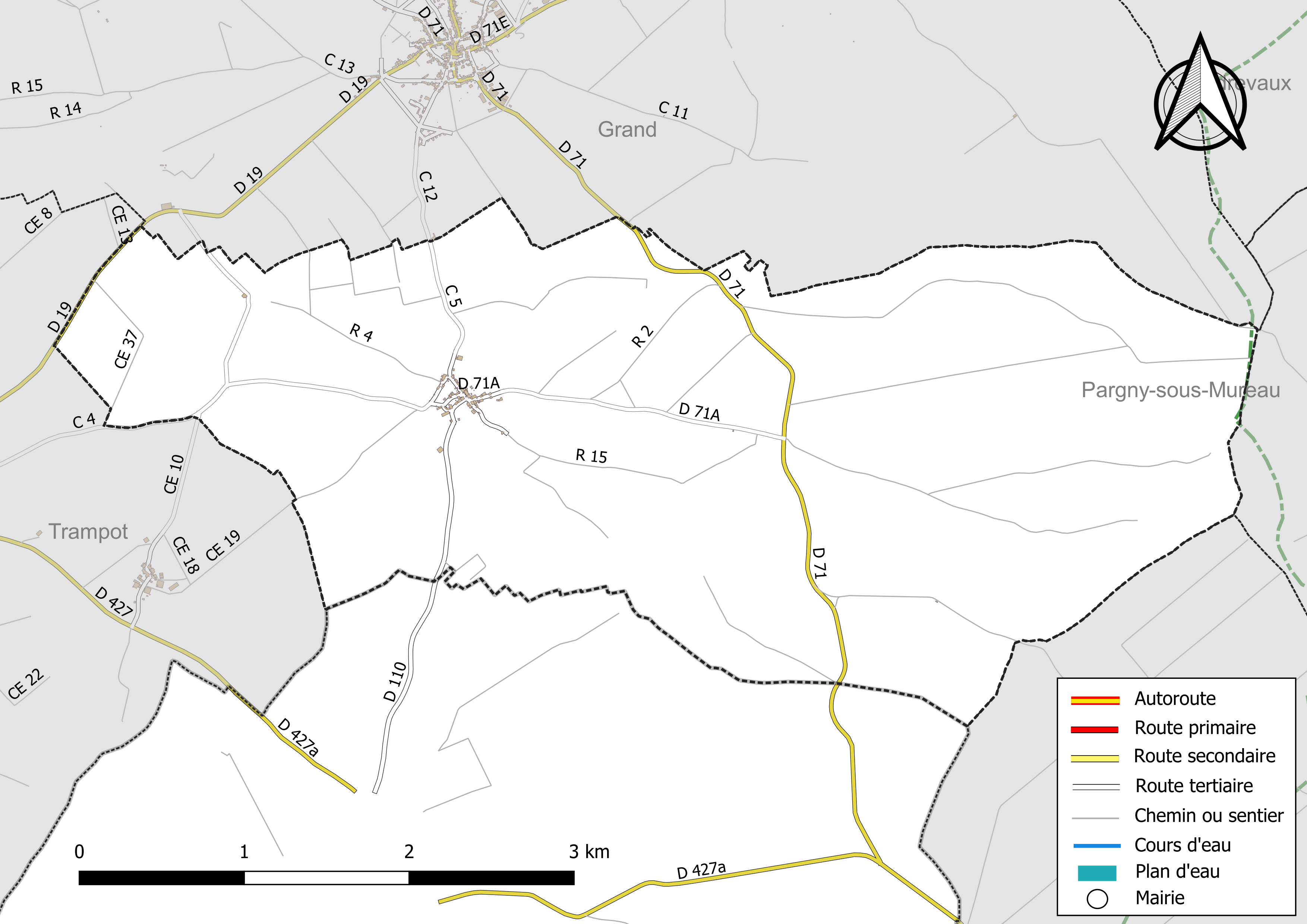
Réseaux hydrographique et routier de Brechainville.

### Climat
Pour des articles plus généraux, voir Climat du Grand Est et Climat des Vosges.
En 2010, le climat de la commune est de type climat de montagne, selon une étude du Centre national de la recherche scientifique s'appuyant sur une série de données couvrant la période 1971-2000. En 2020, Météo-France publie une typologie des climats de la France métropolitaine dans laquelle la commune est exposée à un climat océanique altéré et est dans la région climatique  Lorraine, plateau de Langres, Morvan, caractérisée par un hiver rude (1,5 °C), des vents modérés et des brouillards fréquents en automne et hiver. 
Pour la période 1971-2000, la température annuelle moyenne est de 9,4 °C, avec une amplitude thermique annuelle de 16,6 °C. Le cumul annuel moyen de précipitations est de 998 mm, avec 13,4 jours de précipitations en janvier et 9,6 jours en juillet. Pour la période 1991-2020, la température moyenne annuelle observée sur la station météorologique de Météo-France la plus proche, « Busson_sapc », sur la commune de Busson à 10 km à vol d'oiseau, est de 10,1 °C et le cumul annuel moyen de précipitations est de 1 085,5 mm. 
La température maximale relevée sur cette station est de 39,1 °C, atteinte le 25 juillet 2019 ; la température minimale est de −17,7 °C, atteinte le 5 janvier 1995,,. 
Les paramètres climatiques de la commune ont été estimés pour le milieu du siècle (2041-2070) selon différents scénarios d'émission de gaz à effet de serre à partir des nouvelles projections climatiques de référence DRIAS-2020. Ils sont consultables sur un site dédié publié par Météo-France en novembre 2022.

## Urbanisme

### Typologie
Au 1er janvier 2024, Brechainville est catégorisée commune rurale à habitat très dispersé, selon la nouvelle grille communale de densité à sept niveaux définie par l'Insee en 2022.
Elle est située hors unité urbaine. Par ailleurs la commune fait partie de l'aire d'attraction de Neufchâteau, dont elle est une commune de la couronne,. Cette aire, qui regroupe 72 communes, est catégorisée dans les aires de moins de 50 000 habitants,.

### Occupation des sols
L'occupation des sols de la commune, telle qu'elle ressort de la base de données européenne d’occupation biophysique des sols Corine Land Cover (CLC), est marquée par l'importance des forêts et milieux semi-naturels (53,3 % en 2018), une proportion identique à celle de 1990 (53,3 %). La répartition détaillée en 2018 est la suivante : 
forêts (53,3 %), terres arables (37,9 %), prairies (8,8 %). L'évolution de l’occupation des sols de la commune et de ses infrastructures peut être observée sur les différentes représentations cartographiques du territoire : la carte de Cassini (XVIIIe siècle), la carte d'état-major (1820-1866) et les cartes ou photos aériennes de l'IGN pour la période actuelle (1950 à aujourd'hui).

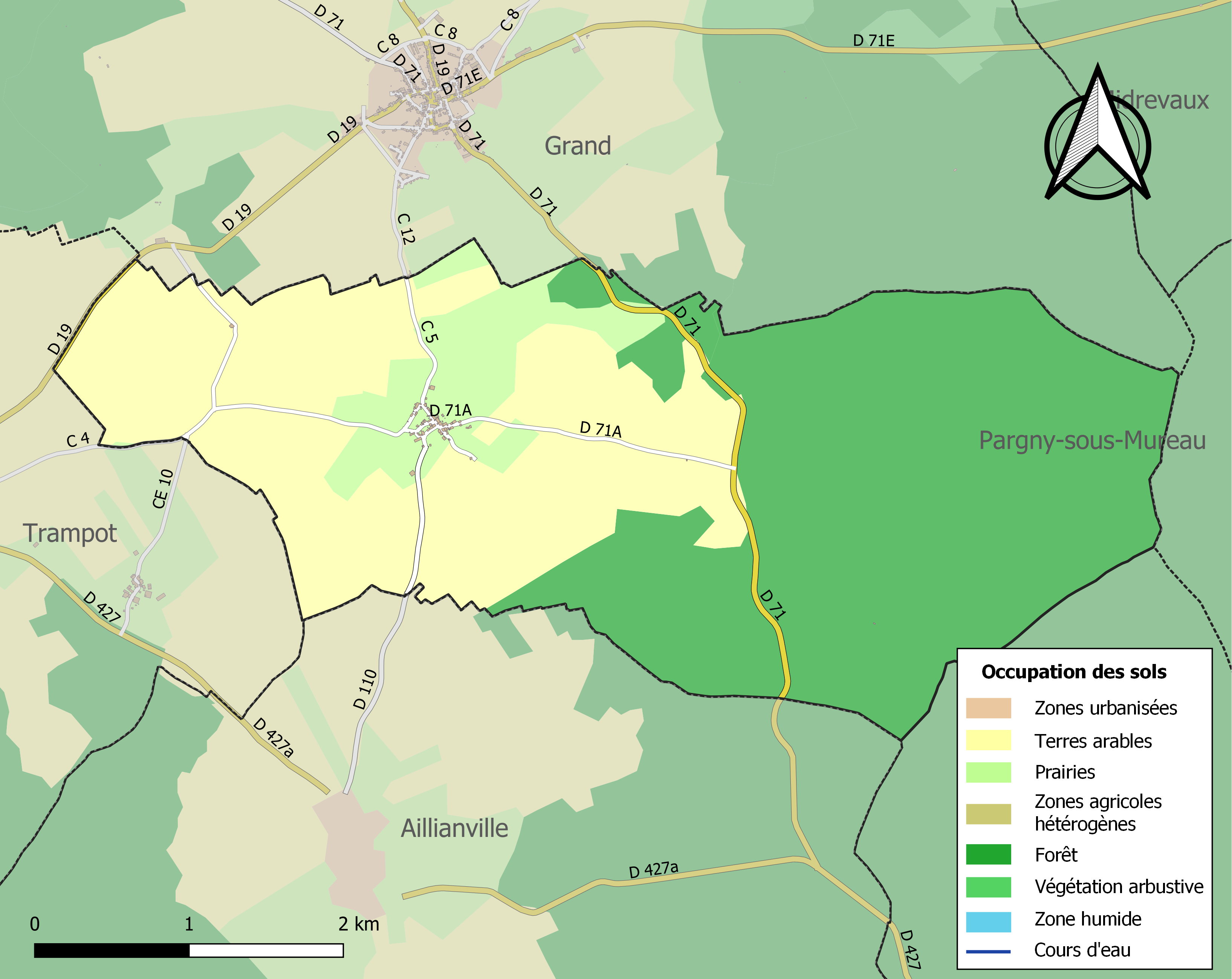
Carte des infrastructures et de l'occupation des sols de la commune en 2018 (CLC).

### Voies de communications et transports

#### Voies routières
- A31 (aussi appelée autoroute de Lorraine-Bourgogne). Échangeur Bulgnéville.
- D110 vers Aillianville[19].
- D427 > D674 vers Neufchâteau.

#### Transports en commun
- Fluo Grand Est.

#### Lignes SNCF

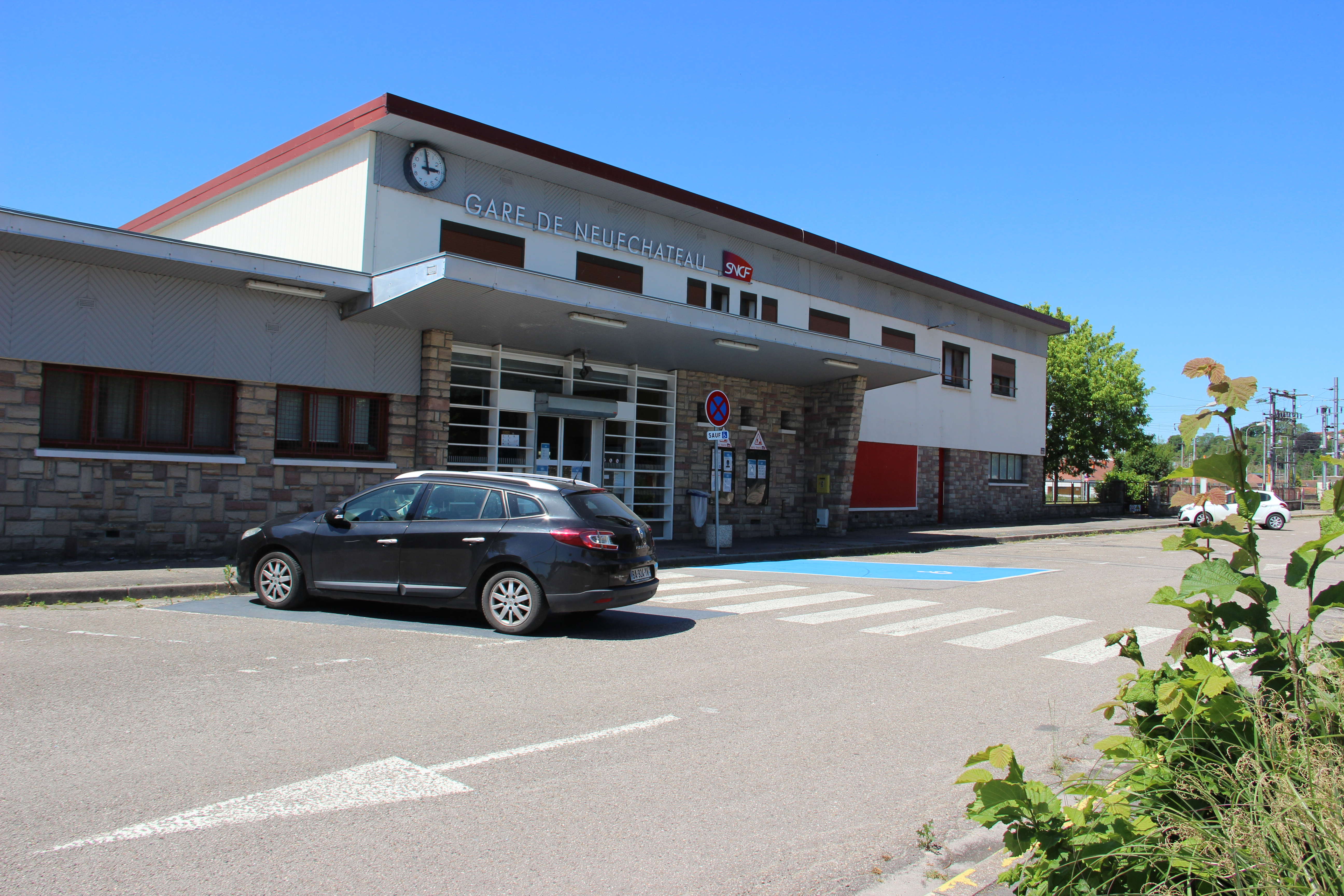
Gare de Neufchâteau.

- Gare de Neufchâteau,
- Gare de Fronville - Saint-Urbain,
- Gare de Donjeux,
- Gare de Gudmont,
- Gare de Froncles.

#### Transports aériens
- L'Aéroport d'Épinal-Mirecourt « Vosges Aéroport ».

À partir de l'été 2021, l’aéroport d’Épinal-Mirecourt est devenu le "pélicandrome" de la Zone Est et servira ainsi de base de ravitaillement et d’intervention pour les avions bombardiers d’eau connus sous le nom de Dash 8.
- Aérodrome de Langres - Rolampont.

## Toponymie
Le nom de la localité est attesté sous les formes Brechenvile (1158) ; Brichenville (1158) ; Brechenvillœ (XIIe siècle) ; Brichenvilla (XIIe siècle) ; Brecheville, Brichenvile (1249) ; Brechienvile (1260) ; Bruchanville (1262) ; Brechenville (1291) ; Brichanville (1301) ; Brouchainvilla, Brichainvilla (1345) ; Brochainville (1614) ; Brechinville (1656) ; Brechanivilla (1768).

## Histoire
La commune de Bréchainville dépendait au XIIe siècle de la maison de Bourlémont. L'église est construite au XIVe siècle. Pendant longtemps, la paroisse n'était placé sous aucun vocable,au cours du XVIIIe siècle la paroisse reçu une relique de Saint Epvre qui donne le vocable de la paroisse. 
En 1637, elle est partagée entre Humbert des Barres, seigneur de Bréchainville, et la famille Desnoyers. 
En 1711, Bréchainville dépendait du bailliage de Chaumont, officialité de Vaucouleurs, intendance de Champagne, et en 1790, du district de Neufchâteau et du canton de Grand. 
Au spirituel, elle dépendait de la paroisse de Neufchâteau et du doyenné de Rinel. Avant la révolution, le village était connu pour sa pauvreté à cause des impôts trop élevés.

## Lieux et monuments
- L'église Saint Epvre qui daterait du XIVe siècle[23].

L'église possède un patrimoine mobilier remarquable et une relique de Saint Epvre.
* tombeau de Marguerite Colas.
* autel, gradin d'autel, tabernacle (maître-autel, autel tombeau).
* 2 autels, 2 gradins d'autel, 2 retables (autels latéraux de saint Nicolas et de la Vierge).
* devant d'autel.
* chaire à prêcher.
* ensemble de 23 bancs de fidèles.
* statue (petite nature) : Vierge à l'Enfant.
* statue (petite nature) : saint Epvre.
* statue (petite nature) : saint Nicolas de Myre.
* statuette-reliquaire : saint évêque
* bâton de procession (statuette) : saint Epvre.
* bâton de procession (statuette) : saint Nicolas de Myre.
* bâton de procession (statuette) : saint Roch de Montpellier.
* bâton de procession (statuette) : Vierge.
* bannière de procession : saint Nicolas de Myre.
* bannière de procession : Immaculée Conception.
* reliquaire de saint Epvre.
* ciboire
* ostensoir.
* croix : Christ en croix.
* croix : Christ en croix (2).
* 2 cloches dites Victoire et Marie Anne.
- Patrimoine rural recensé par le service régional de l'Inventaire général du patrimoine culturel[47].
- Monument aux morts[48],[49].

## Politique et administration
| Période                                  | Période                       | Identité        | Étiquette | Qualité |
| ---------------------------------------- | ----------------------------- | --------------- | --------- | ------- |
| Les données manquantes sont à compléter. |                               |                 |           |         |
| avant 1988                               | mars 2008                     | Bernard Grelot  |           |         |
| mars 2008                                | En cours (au 18 février 2015) | Estelle Clerget |           | [ 50 ]  |

### Budget et fiscalité 2023

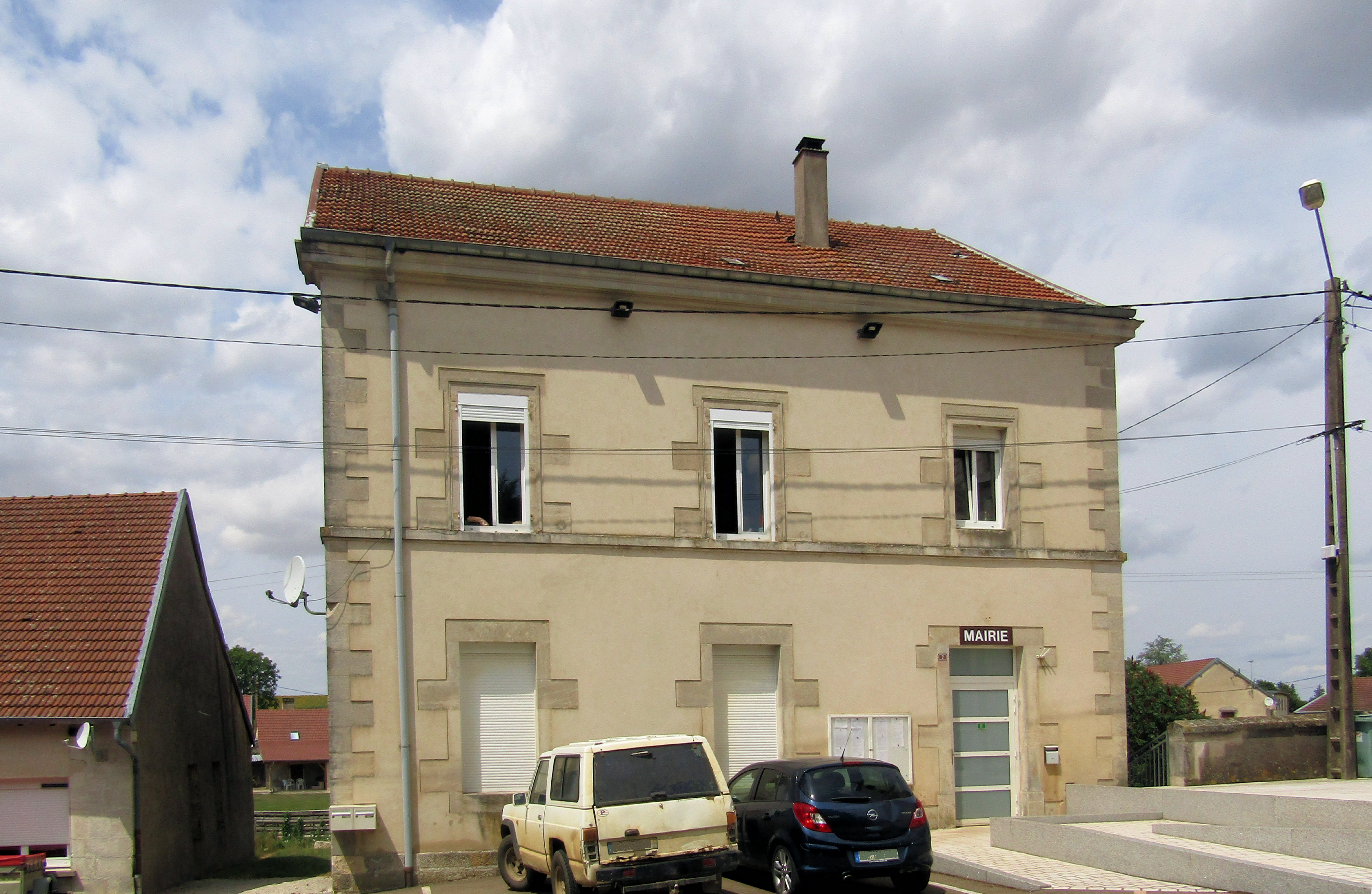
La mairie.

En 2023, le budget de la commune était constitué ainsi :
- total des produits de fonctionnement : 39 000 €, soit 649 € par habitant ;
- total des charges de fonctionnement : 59 000 €, soit 985 € par habitant ;
- total des ressources d'investissement : 0 €, soit 6 € par habitant ;
- total des emplois d'investissement : 4 000 €, soit 62 € par habitant ;
- endettement : 1 000 €, soit 11 € par habitant.

Avec les taux de fiscalité suivants :
- taxe d'habitation : 11,11 % ;
- taxe foncière sur les propriétés bâties : 27,90 % ;
- taxe foncière sur les propriétés non bâties : 6,63 % ;
- taxe additionnelle à la taxe foncière sur les propriétés non bâties : 0,00 % ;
- cotisation foncière des entreprises : 0,00 %.

Chiffres clés Revenus et pauvreté des ménages en 2021 : médiane en 2021 du revenu disponible, par unité de consommation.

## Population et société

### Démographie

#### Évolution démographique
L'évolution du nombre d'habitants est connue à travers les recensements de la population effectués dans la commune depuis 1793. Pour les communes de moins de 10 000 habitants, une enquête de recensement portant sur toute la population est réalisée tous les cinq ans, les populations de référence des années intermédiaires étant quant à elles estimées par interpolation ou extrapolation. Pour la commune, le premier recensement exhaustif entrant dans le cadre du nouveau dispositif a été réalisé en 2008.

En 2022, la commune comptait 57 habitants, en évolution de −8,06 % par rapport à 2016 (Vosges : −2,96 %, France hors Mayotte : +2,11 %).
| 1793 | 1800 | 1806 | 1821 | 1831 | 1836 | 1841 | 1846 | 1856 |
| ---- | ---- | ---- | ---- | ---- | ---- | ---- | ---- | ---- |
| 183  | 196  | 196  | 234  | 244  | 244  | 250  | 252  | 243  |

| 1861 | 1866 | 1876 | 1881 | 1886 | 1891 | 1896 | 1901 | 1906 |
| ---- | ---- | ---- | ---- | ---- | ---- | ---- | ---- | ---- |
| 242  | 244  | 207  | 185  | 172  | 166  | 161  | 150  | 147  |

| 1911 | 1921 | 1926 | 1931 | 1936 | 1946 | 1954 | 1962 | 1968 |
| ---- | ---- | ---- | ---- | ---- | ---- | ---- | ---- | ---- |
| 139  | 117  | 120  | 113  | 105  | 83   | 84   | 83   | 75   |

| 1975 | 1982 | 1990 | 1999 | 2006 | 2008 | 2013 | 2018 | 2022 |
| ---- | ---- | ---- | ---- | ---- | ---- | ---- | ---- | ---- |
| 55   | 55   | 42   | 46   | 48   | 48   | 63   | 60   | 57   |

### Enseignement
Établissements d'enseignements :
- Écoles maternelles et primaires à Grand, Liffol-le-Grand, Prez-sous-Lafauche.
- Collèges à Liffol-le-Grand, Neufchâteau, Gondrecourt-le-Château, Bourmont-entre-Meuse-et-Mouzon.
- Lycées à Neufchâteau.

### Santé
Professionnels et établissements de santé :
- Médecins à Mirecourt, Saint-Dizier, Bar-le-Duc.
- Pharmacies à Liffol-le-Grand.
- Hôpitaux à Grand, Avranville.

### Cultes
- Culte catholique, Paroisse Saint-Pierre et Saint-Paul au Seuil de la Lorraine[59], Diocèse de Saint-Dié.

## Personnalités liées à la commune
- Médaillés de Sainte-Hélène[60].

## Pour approfondir